# 1963 au Yukon
Chronologie du Yukon
- 1959
- 1960
- 1961
- 1962
- 1963
- 1964
- 1965
- 1966
- 1967

Cette page concerne des événements d'actualité qui se sont produits durant l'année 1963 dans le territoire canadien du Yukon.

## Politique
- Commissaire : Gordon Robertson Cameron
- Législature : 19e

## Événements
- 8 avril : Le Parti libéral remporte l'élection fédérale et Lester B. Pearson devient le nouveau premier ministre du Canada. Dans la circonscription du territoire du Yukon, Erik Nielsen du progressiste-conservateur est réélu pour un quatrième mandat face au libéral Victor Wylie et du créditiste Ray Wilson. Le nouveau gouvernement sera minoritaire.